# Bambara (volk)

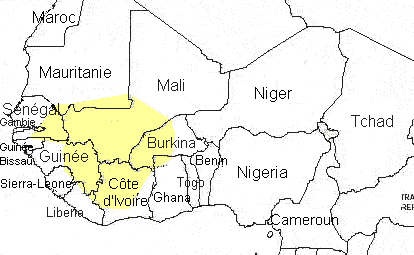
Leefgebied van de Bambara

De Bambara (Bambara: Bamana of Banmana) is een etnische groep die leeft in West-Afrika, vooral in Mali maar ook in aangrenzende landen als Guinee, Burkina Faso en Senegal. Ze spreken Bambara.

## Traditionele cultuur
Het religieuze en sociale leven van de Bamana werd oorspronkelijk bepaald door zes leeftijdsgroepen die doorlopen werden door mannen. Voor het toetreden tot zo een groep was een initiatierite nodig. Een man doorliep tijdens zijn leven elk van deze niveaus. Bij het laatste niveau bezat hij kennis over alle voorouderlijke tradities.
Elke leeftijdsgroep gebruikte eigen maskers. De meeste maskers hadden een dierlijke vorm, en worden als hoofdtooi gedragen.
Het eerste niveau, voor kinderen, is de Jo-groep.
Na het eerste niveau kwamen de jongens in de Ndomo- of Ntomo-gemeenschap, waarin de jongens in het laatste jaar besneden werden. In deze groep zijn twee hoofdstijlen voor de maskers. De ene ziet eruit als een ovaal gezicht met 4 tot 10 horens, geplaatst in een rij op het hoofd. Het andere type heeft een geribbelde neus, verticale hoorns, met in het midden een staande figuur of dier.
De volgende groep, voor jonge mannen, is de Komo-groep. De leider van deze groep was altijd een smid. Een maskerdrager uit deze groep werd altijd gezien als de allereerste smid, een entiteit die de mensheid het smeden had geleerd. De maskers van de Komo werden horizontaal op het hoofd gedragen en combineerden eigenschappen van verschillende dieren, met in veel gevallen een lange snuit als die van een krokodil. De Komo hadden tot taak de bevolking te beschermen tegen geesten en tovenaars. De groep kwam in actie bij alle belangrijke levensgebeurtenissen, geboorte, besnijdenis, huwelijk en begrafenis. Vrouwen en mannen buiten deze groep mogen de maskers niet zien, omdat ze gevaarlijk zijn.

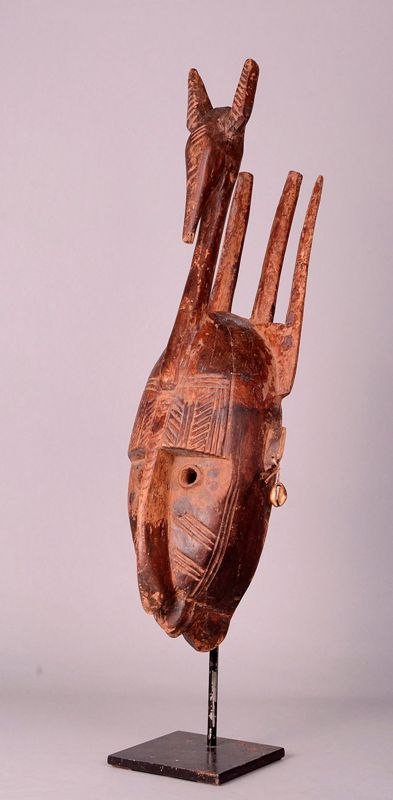
Masker van de Ndomo
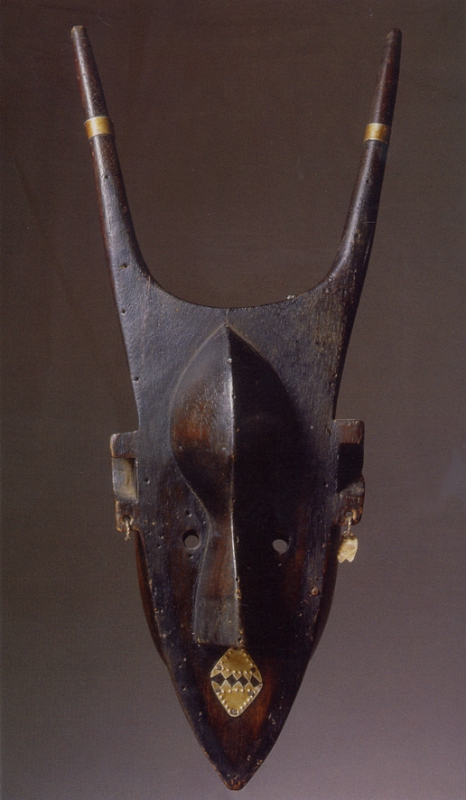
Masker van de Ndomo
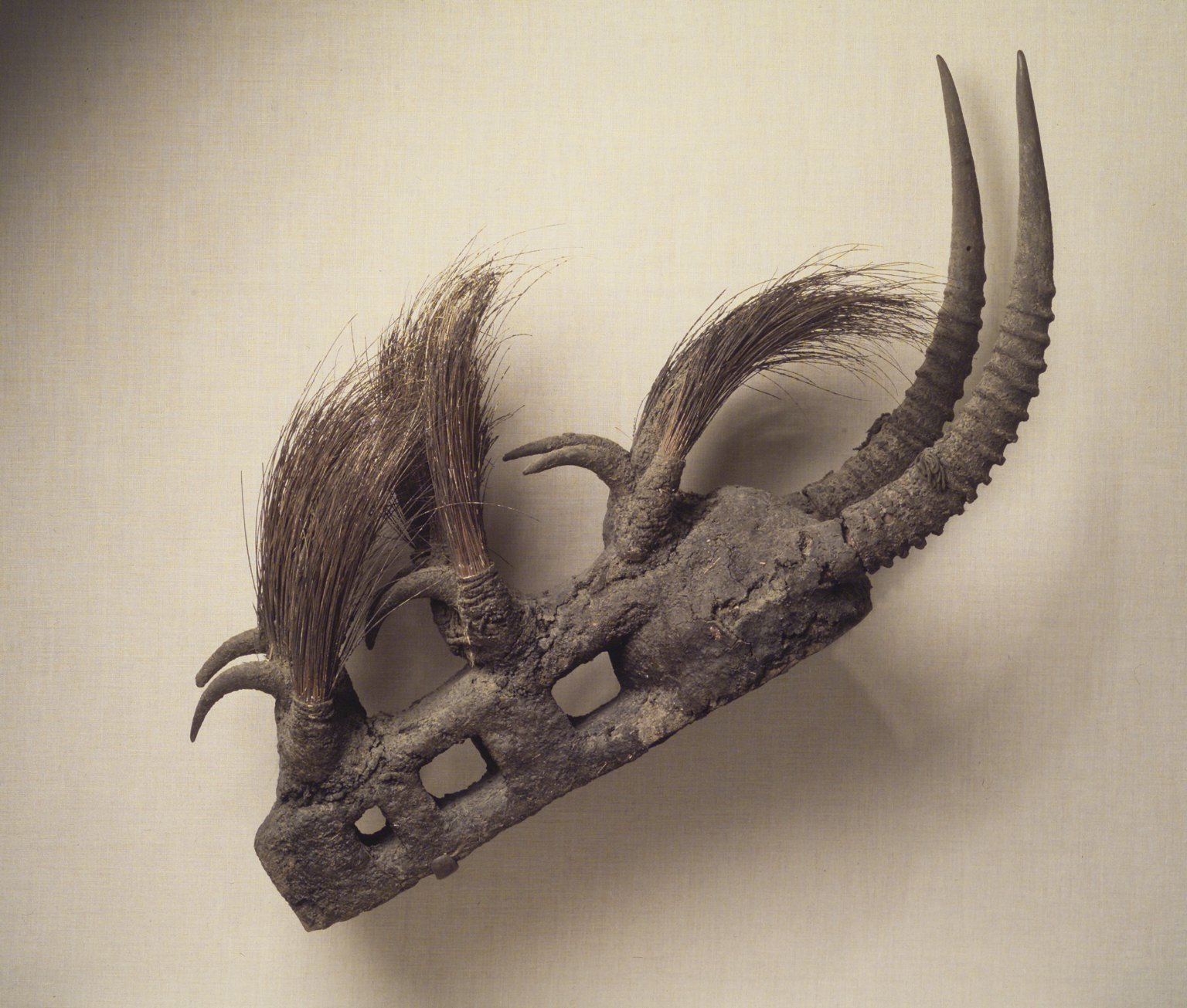
Masker van de Komo-gemeenschap, met een dikke laag modder uit een heilige rivier

Vervolgens kwam de Nama-groep.
Voor het volgende niveau, Chi Wara, worden antilopenmaskers op het hoofd gedragen. De dansen die deze groep uitvoert zijn gericht op de vruchtbaarheid voor de landbouw. De dansers dragen een mannelijk en een vrouwelijk vormgegeven antilope op het hoofd. Deze maskers kunnen in drie stijlgroepen worden verdeeld: Een verticale stijl (de hoorns van de antilope staan overeind), een horizontale stijl (met liggende hoorns) en een abstracte stijl. In het laatste geval bestaat de hoofdtooi uit een combinatie van verschillende dieren, bijvoorbeeld een roanantilope, een boomschubdier en een aardvarken. Deze stijlen worden in verschillende geografische gebieden gebruikt.

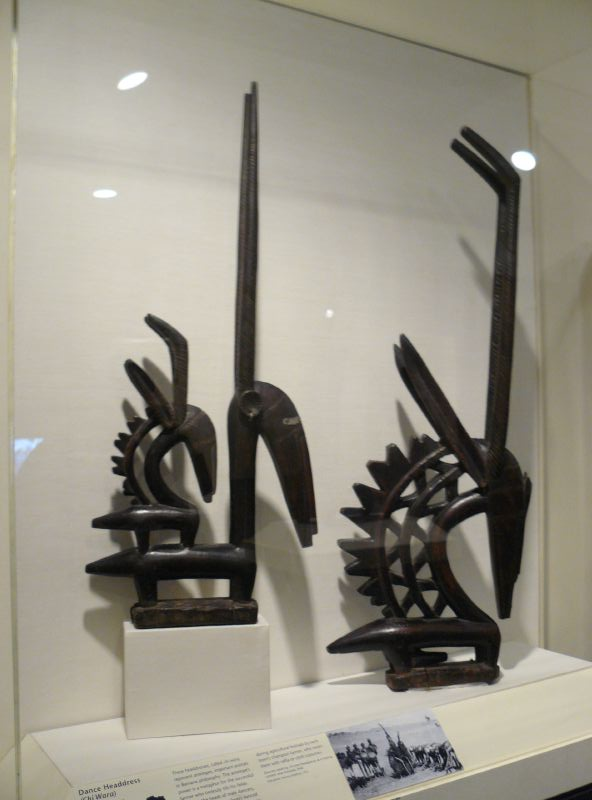
Chi Wara-hoofdtooi verticale stijl (rechts mannelijk, links vrouwelijk)
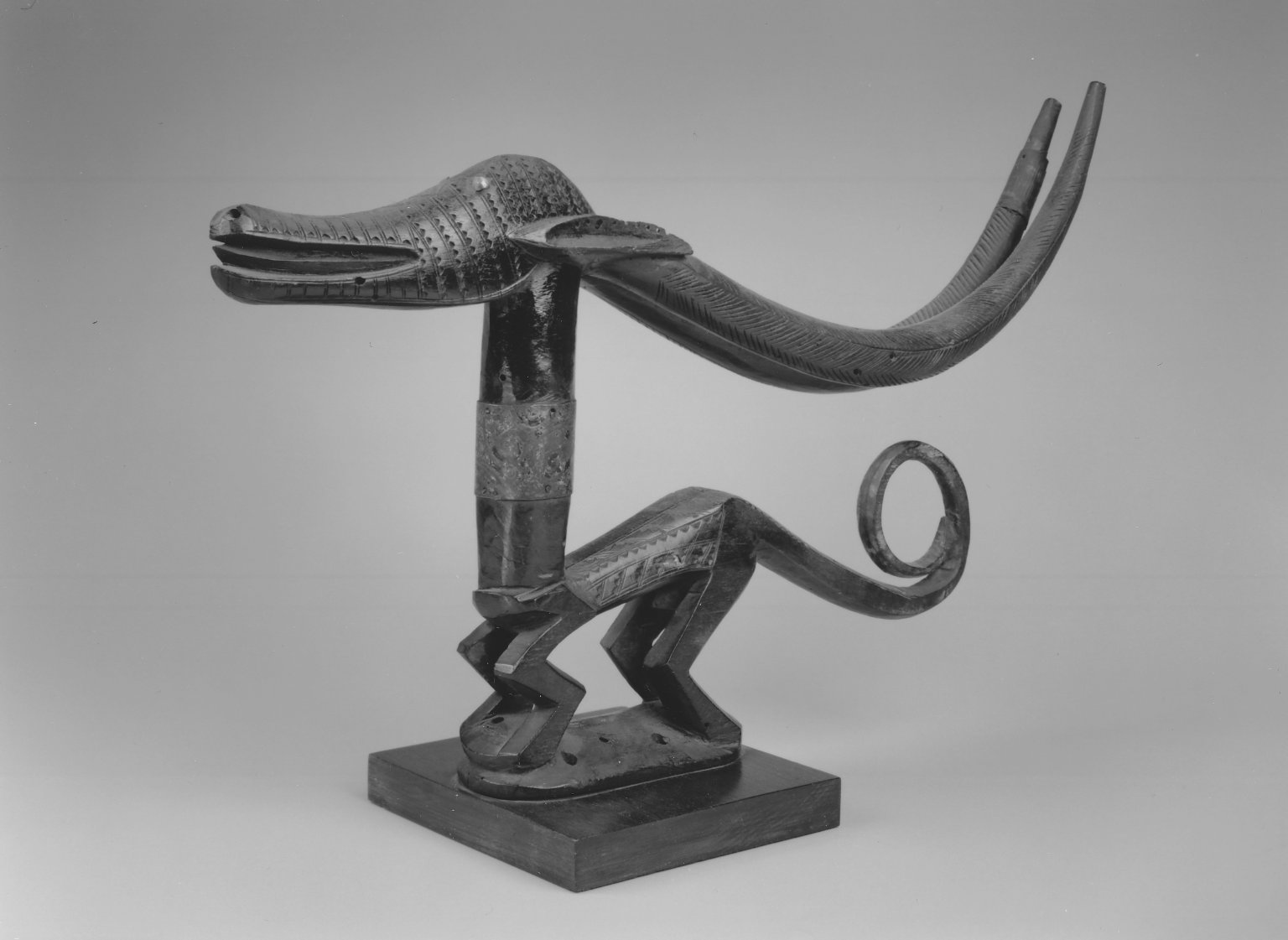
Chi Wara-hoofdtooi horizontale stijl
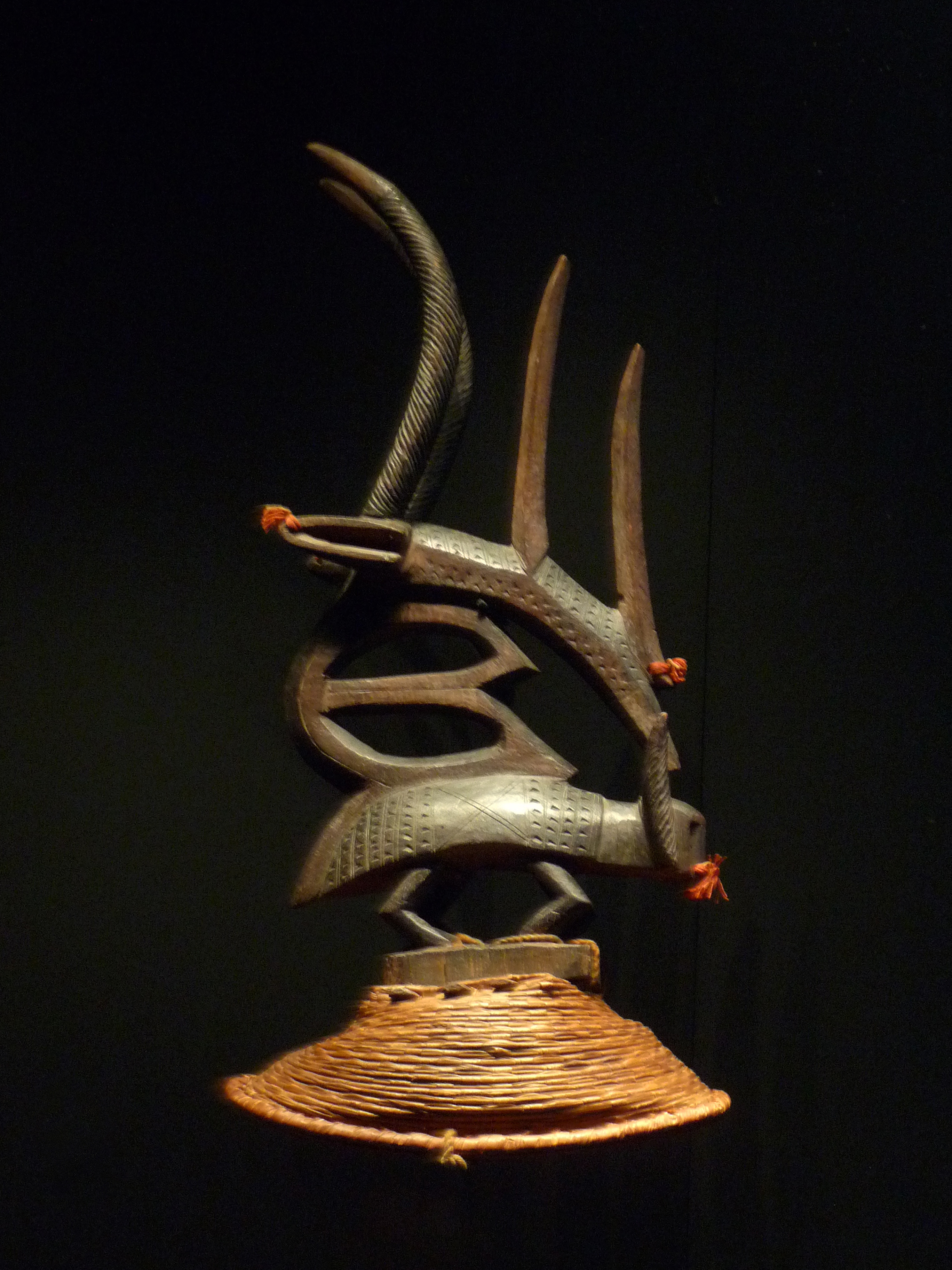
Chi Wara Abstracte stijl, hoofdtooi samengesteld uit verschillende dieren

Het Kore-niveau is het hoogste van de leeftijdsgroepen. Om dit niveau te bereiken, moet een man zich onderwerpen aan langdurige en pijnlijke initiatierites. Onderdeel hiervan is een symbolisch overlijden en wederopstanding. Binnen de Kore-groep zijn acht klassen, elk met een ander embleem en andere religieuze taken. De maskers van een van deze groepen stellen paarden of gieren voor. De dragers van deze maskers konden vele taboes doorbreken, waaronder om alles op te eten wat ze tegenkwamen, zelfs uitwerpselen. Daarbij werd een kostuum gedragen bestaande uit een net, met daaraan allerlei losse delen, zoals delen van kalebassen en stukjes ijzer. Bij het kostuum hoort ook een zwaard en een stokpaard.

## Zie ook

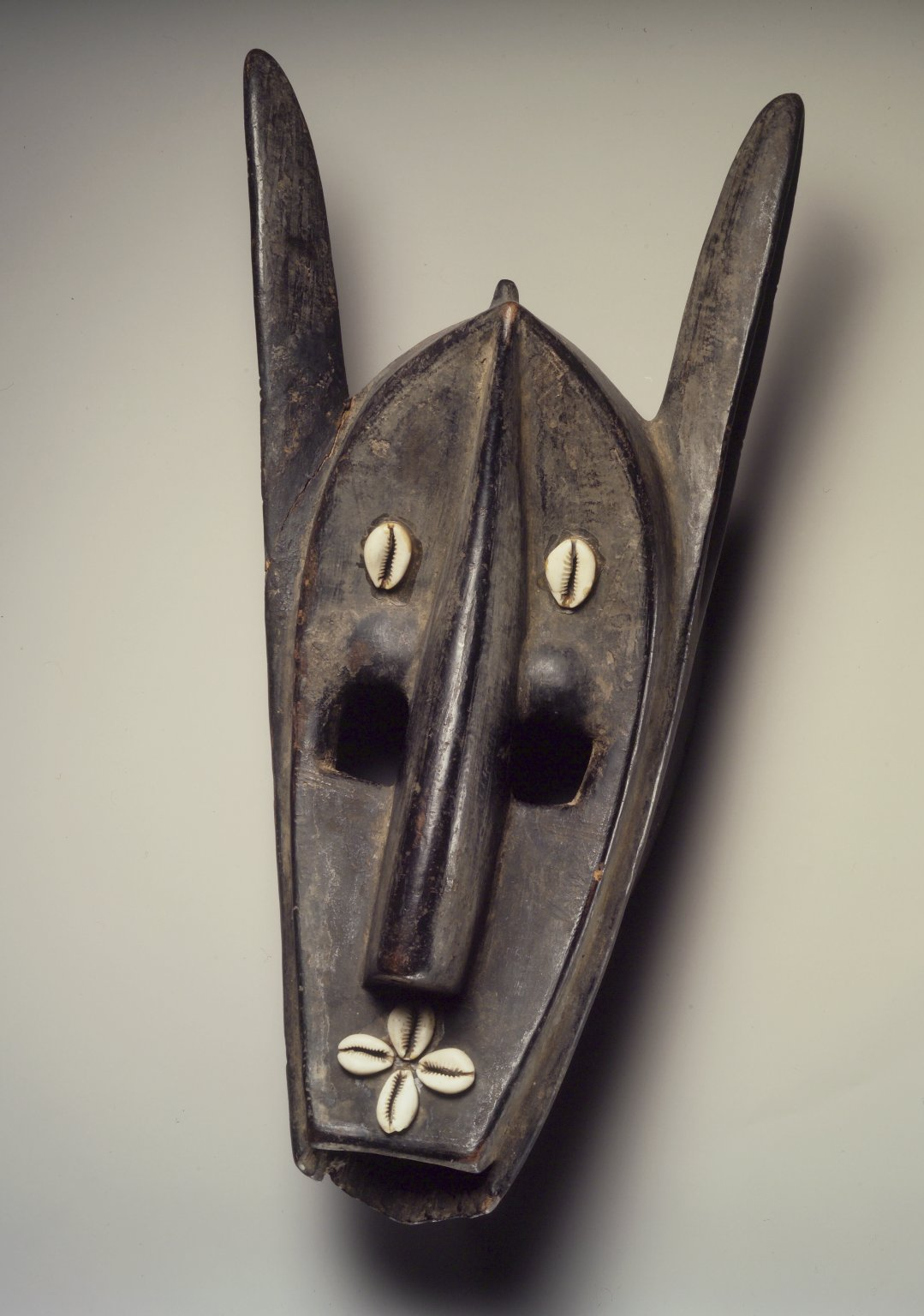
Hyena-masker van de Kore groep
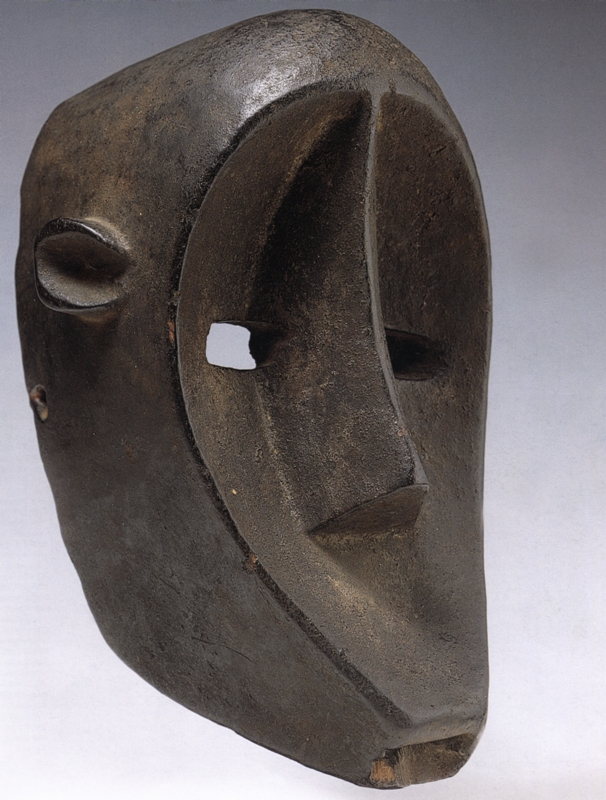
Masker in de vorm van een aap van de Kore-groep